# КБ-573
КБ-573 — башенный подъёмный кран стационарный переставной с неповоротной башней, с балочной стрелой, с противовесной консолью, грузоподъёмностью 10 т. Кран относится к 5-й размерной группе башенных кранов индекса «КБ». Предназначен для высотного строительства зданий и сооружений с массой монтируемых элементов до 10 т. Выпускался Никопольским краностроительным заводом, а вариант крана КБ-573 повышенной грузоподъёмности — Ржевским краностроительным заводом.

## Описание
Вылет крана меняется от 2,5 м до 40 м путём перемещения грузовой тележки с крюковой обоймой по стреле. Высота башни меняется с помощью сменных (инвентарных) секций в пределах от 8 м до 153 м. Максимальное количество инвентарных секций при максимальной высоте крана составляет 27 шт.. На противовесной консоли закреплены контргруз и лебёдки. Для подъёма груза служат две лебёдки. Для увеличения высоты подъёма кран крепится к строящемуся зданию при помощи специальной рамки-крепления, присоединённой к башне и связей. При девяти инвентарных секциях устанавливается одна связь, при установке 27 секций — три. Кабина управления устанавливается консольно на поворотном устройстве (ОПУ). Кран вращается на поворотном механизме, называемом опорно-поворотным кругом или устройством (ОПУ) с помощью двух механизмов поворота. Опорой крана служит бетонный фундамент. Кран крепится к нему при помощи анкерных болтов. Стрела поддерживается расчалом, состоящим из отдельных жёстких звеньев. Консоль крепится аналогично стреле.
Кран условно можно разбить на следующие основные элементы:
- башня крана состоит из нижней короткой секции, промежуточных секций, опорно-поворотного устройства и оголовка. Башня закреплена с помощью анкерных болтов на монолитном фундаменте, обеспечивающем устойчивость крана, не связанного со зданием. Фундамент может быть специальным или являться частью фундамента здания. Вращение крана производится на роликовом круге (ОПУ) с помощью двух механизмов поворота. С верхней секцией шарнирно связана секционная стрела балочного типа, поддерживаемая расчалом, состоящим из отдельных жёстких звеньев. Грузовая тележка, перемещаемая вдоль стрелы специальной лебёдкой, позволяет изменять вылет крюка от 2,5 до 30 м (для БК-180) и от 2,5 до 40 м (для КБ-573). На консоли противовеса, которая крепится к верхней секции опорно-поворотного устройства и поддерживается жёстким расчалом, расположены грузовые лебёдки и плиты балласта противовеса. Монтажная стойка, перемещающаяся вдоль колонны крана, позволяет производить его наращивание с помощью собственных механизмов. Наращивание производится по мере роста строящегося здания. Для связи приставного крана со зданием предусмотрены специальные закладные рамы, которые устанавливают в стыке двух секций[2].
- Кабина Управления Унифицированная (типовая)[2]

## Модификации
Существуют основные варианты исполнения (модификации) для крана КБ-573:
- БК-180 — 3-х секционная стрела (вылет 2,5-30 м).
- КБ-573 — базовое исполнение. 4-х секционная стрела (вылет 2,5-40 м). Высота подъёма до 153 м.
- КБ-573.1 — исполнение 1. Высота подъёма до 108 м.
- КБ-573.2 — исполнение 2. Высота подъёма до 80 м.

Кроме того, существует модификация крана КБ-573:
- КБ-573А

Помимо высотных кранов КБ-573, существует семейство кранов-лесопогрузчиков КБ-572 (и его модификации «-А» и «-Б»), использующих унифицированные узлы с этим краном.

## Технические характеристики
Характеристики для КБ-573 (через «/» для исполнений) указаны в карточке крана.

## Описание конструкции

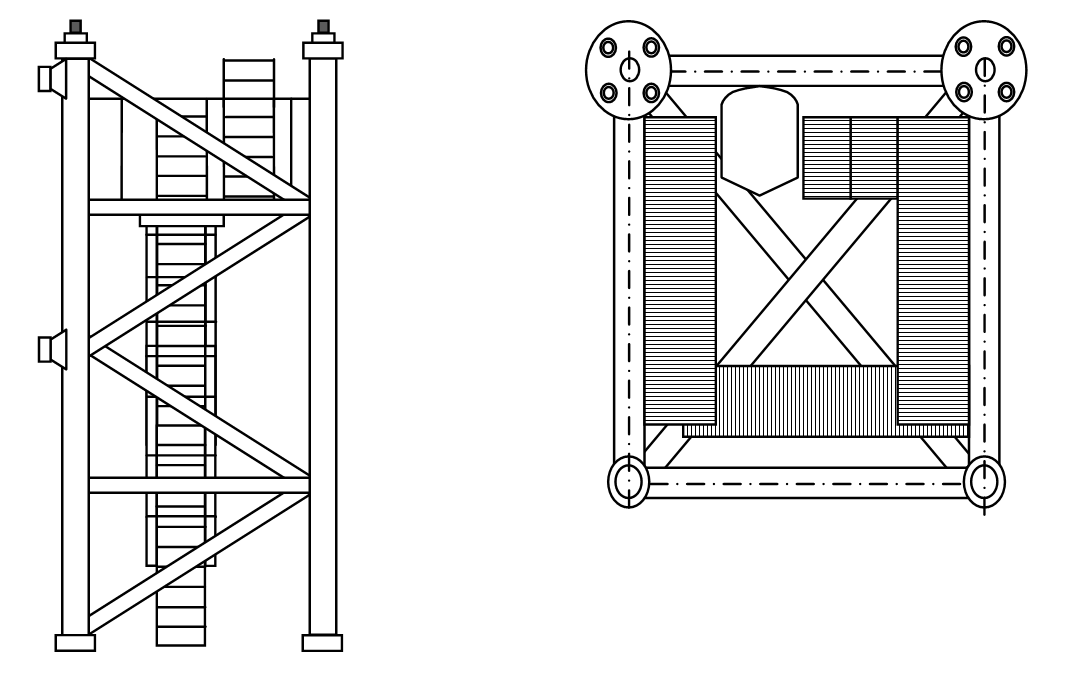
Промежуточная секция

### Секции башни
Секции башни (нижняя, промежуточные правая и левая) представляют собой ферму из трубчатых элементов. Промежуточная секция имеет габариты: 5.6 м (длина), 2.5 м (ширина). Стыки между секциями фланцевые, на болтах. Для передачи крутящего момента и более удобной стыковки секций верхние фланцы снабжены конусными штырями, а нижние — отверстиями, куда входят штыри последующей секции. На каждой секции имеются площадки, состоящие из трёх монтажных площадок и переходного настила. В целях безопасности, площадки имеют ограждение. Для подъёма на кран предусмотрены лестницы. На поясах, на уровне площадки, прикреплены 4 монтажных проушины — они служат для захвата секции при монтаже и демонтаже башни крана. Также, на секции для крепления монтажной стойки предусмотрены специальные кронштейны. При наращивании крана, промежуточные «правые» и «левые» секции (отличаются расположением лестниц) чередуются. Нижняя секция, крепящаяся к фундаменту, по конструкции аналогична промежуточным.

### Поворотная часть

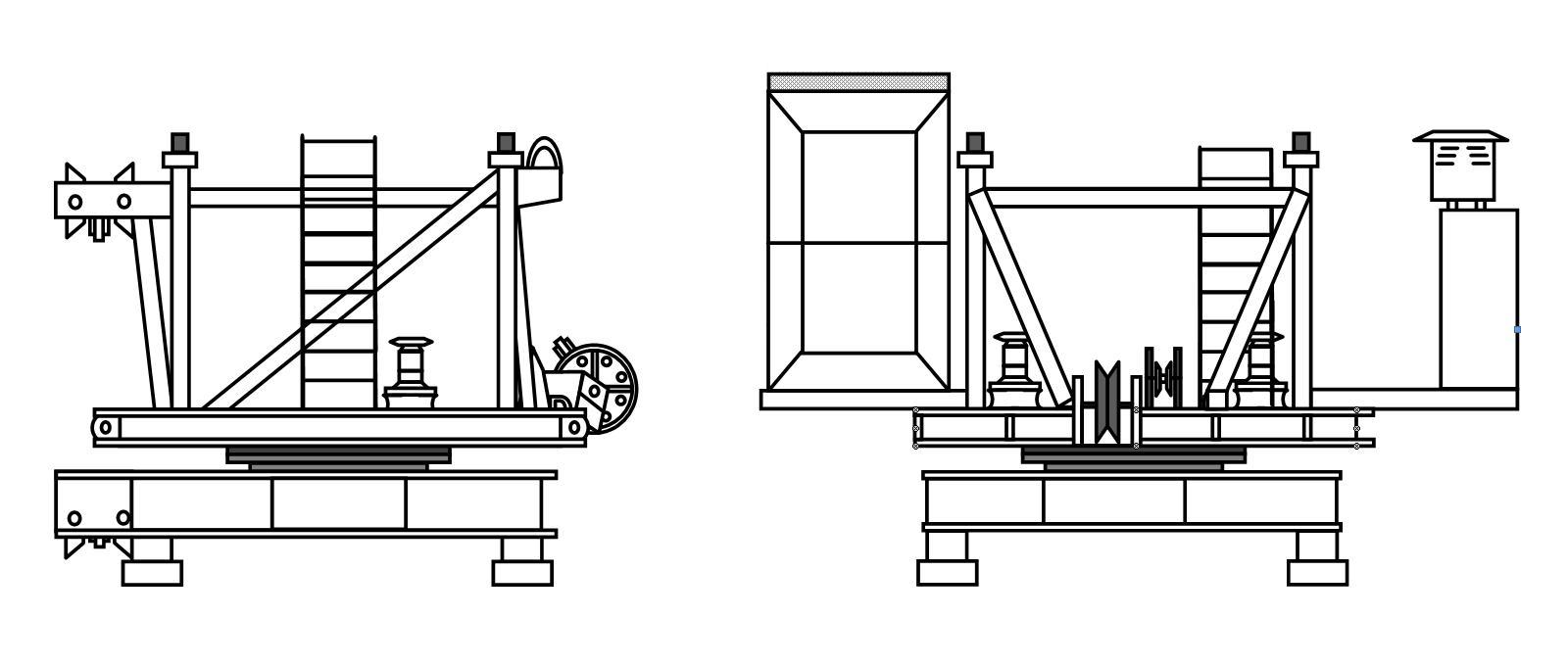
Поворотная часть.

ОПУ — опорно-поворотное устройство состоит из: нижней кольцевой рамы (неповоротной), верхней (поворотной) секции, а также опорно-поворотного роликового круга, болтами прикреплённого к раме и секции.
На кронштейнах нижней рамы и верхней секции расположены специальные балансиры, с помощью которых происходит выдвижение башенного крана по поясам монтажной стойки при наращивании. Ролики укреплены на осях на подшипниках скольжения.
На верхней секции установлены:
- кабина управления краном — унифицированная навесная, выполненная из дерева и металла;
- магнитоконтроллер;
- механизмы поворота;
- блоки канатов;
- ограничители грузоподъёмности (ОГП) и барабан для троса ограничителя подъёма крюка.

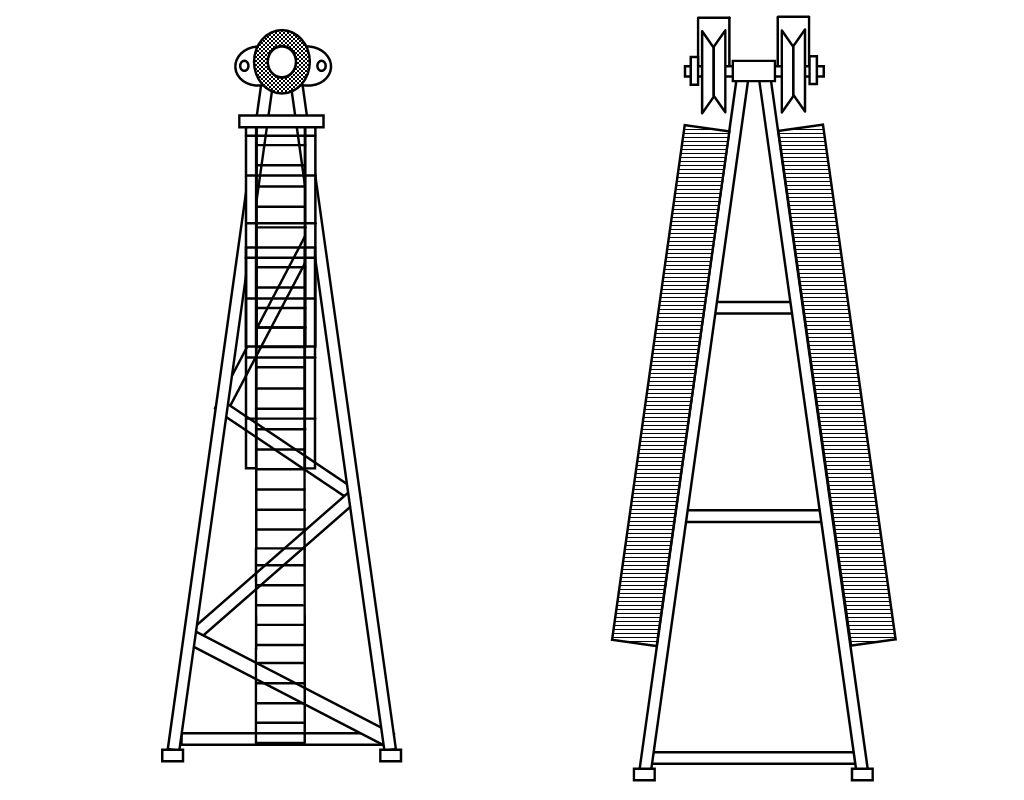
Оголовок

К фланцам верхней секции крепится оголовок. В местах крепления основной стрелы и противовесной консоли имеются проушины, а также имеются специальные «монтажные» — для удобства монтажа оголовка, которые расположены на поясах верхней секции.

### Оголовок
Оголовок башенного крана представляет собой ферму из трубчатых элементов. Ферма оканчивается коробкой, в гнёздах которой расположена ось с двумя отводными грузовыми блоками. Ось крепится при помощи хомутов и прижимных планок. При монтаже и обслуживании для подъёма на оголовок и доступа к блокам установлены лестницы. Для крепления расчалов основной стрелы и противовесной консоли имеются две проушины.

### Балочная стрела

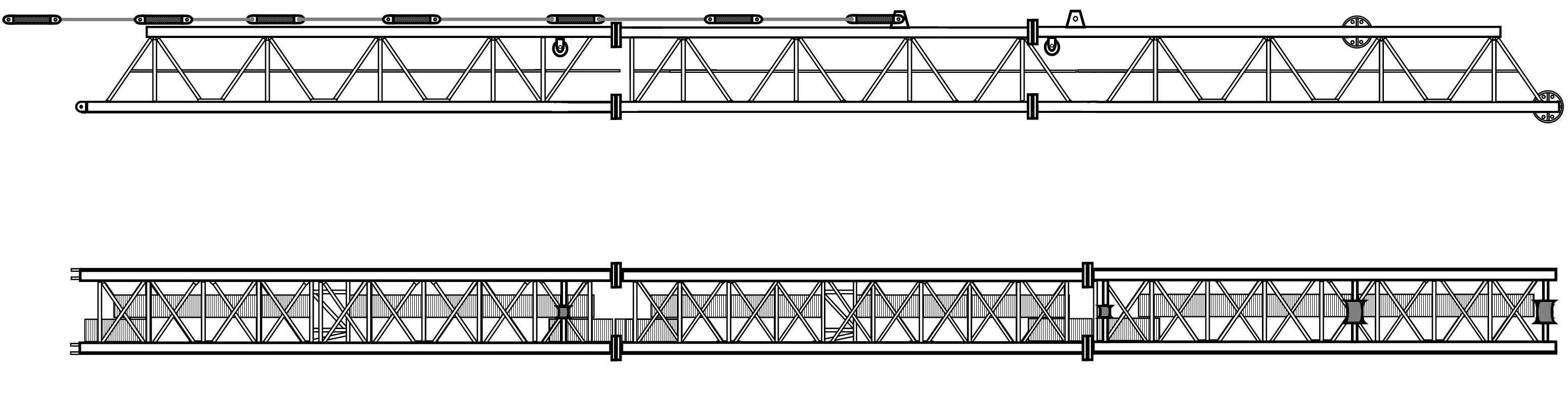
Стрела

Стрела балочного типа, секционная, одноподвесная. Грузовая тележка передвигается по нижним её поясам. Жёсткий расчал, на который подвешена стрела состоит из отдельных тяг, которые соединяются между собой переходными серьгами и пальцами. Нижние пояса выполнены из двух уголков и состыковка осуществляется с помощью пальцев. Верхний пояс — трубчатый, соединение фланцевое, осуществляется с помощью болтов. Стрела снабжена настилом — для монтажа, планового осмотра, а также обслуживания. В корневой секции стрелы расположен грузовой поддерживающий блок. Два отводных грузовых блока, а также блоки троса грузовой тележки установлены в головной секции стрелы.

### Противовесная консоль

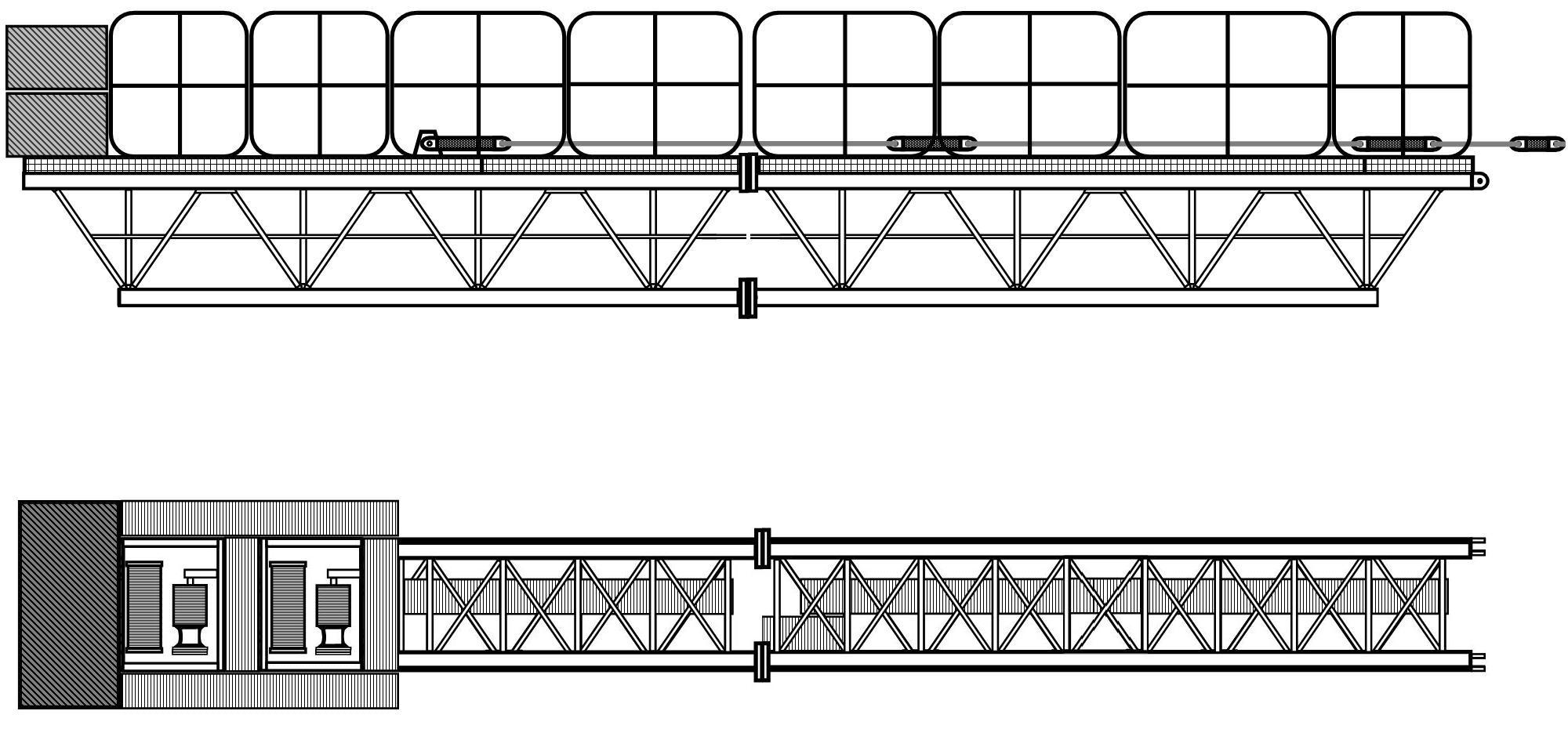
Противовесная консоль

Консоль балочного типа, треугольной формы, состоящая из двух секций. Два верхних пояса выполнены из уголков, а нижний пояс, связи и раскосы — трубчатые. Стыки соединяются между собой фланцами. Элементы расчала консоли унифицированы с расчалом стрелы. На горизонтальной плоскости установлены две грузовые лебёдки и балластные блоки, доступ к которым осуществляется при помощи проложенного ограждённого настила и частично — поворотного, выполненного на шарнирах — над монтажной стойкой.

### Монтажная стойка

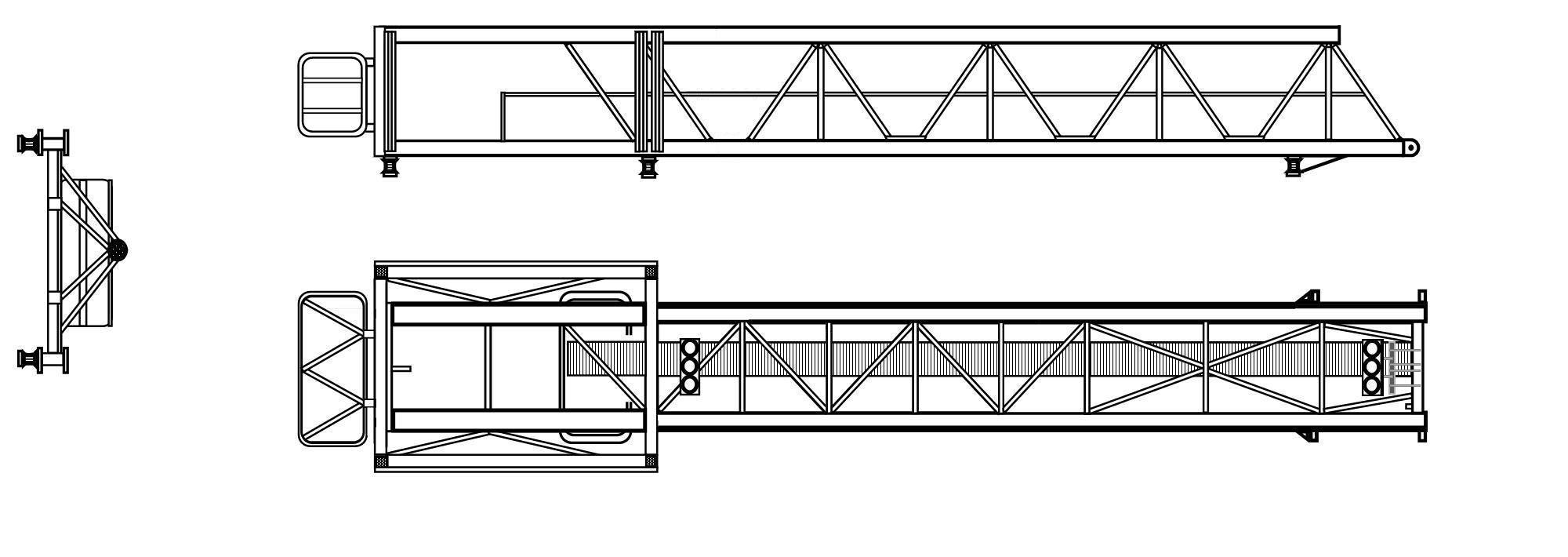
Монтажная стойка

Стойка имеет в сечении треугольную форму. В основании расположены пояса, сделанные из уголков 160x100x10, по которым при выдвижении крана происходит перемещение балансирных роликов. Пояс, раскосы связи выполнены трубчатыми. Крепление стойки к секциям осуществляется при помощи штырей и гаек. На стойке имеется специальная монтажная люлька, подвешенная на кронштейнах и обеспечивающая доступ рабочим, закрепляющим стойку к секциям башни. На стойке имеются собственные механизмы, обеспечивающие её подъём: лебёдки, полиспасты, блоки и канаты, а также кронштейны для их глухого закрепления. Выдвигаемая часть крана при монтаже фиксируется с помощью штырей. Для их выталкивания на монтажной стойке существует пружинный механизм.

### Рамка крепления
Рамка, устанавливаемая в стыке двух секций предназначена для присоединения к ней специальных связей, которые крепят кран к возводимому зданию. Она состоит из четырёх фланцев, соединённых между собой трубами, диагоналями и пластинами. Для присоединения рамки к связям служат два отверстия диаметром 80 мм.

## Монтаж и демонтаж КБ-573

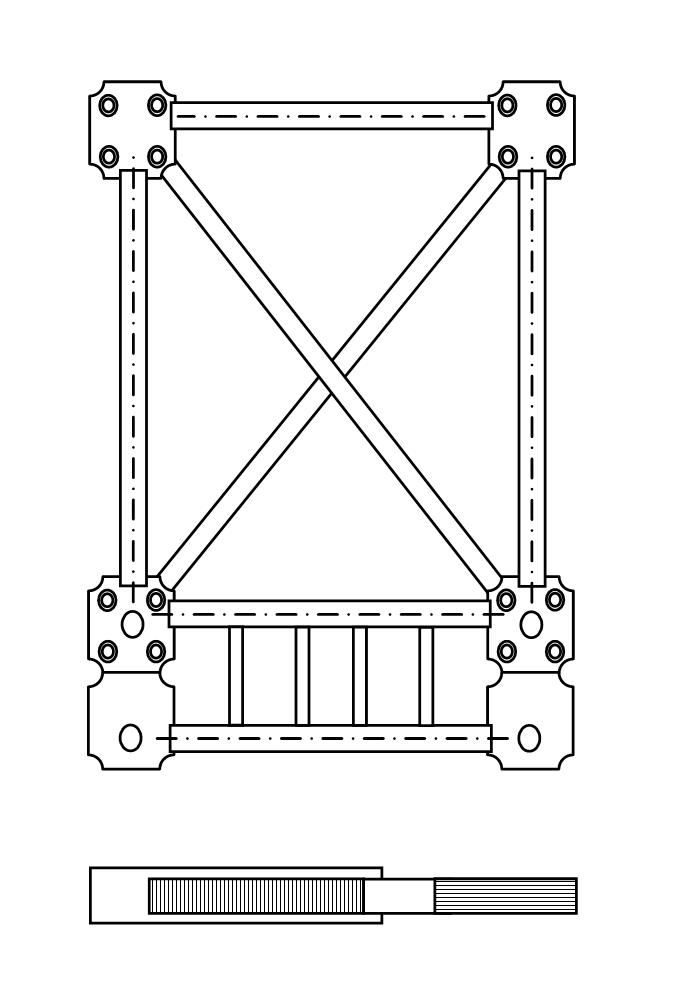
Рама крепления

Монтаж крана КБ-573 представляет собой несколько этапов:
- устройство фундамента с креплением под кран;
- установка нижней секции башни на фундаменте;
- установка монтажной стойки и закрепление к башне;
- установка ОПУ и кабины управления и крепление к нижней секции башни;
- установка оголовка крана и крепление его к секции с поворотным механизмом и кабиной;
- монтаж противовесной консоли на кран;
- сборка основной стрелы с грузовой тележкой и установка на кран;
- при помощи монтажной стойки увеличивают высоту крана до нужной высоты[2].

Демонтаж производится в обратном порядке.

## Транспортировка
Транспортируют кран в разобранном виде, отдельными частями на полуприцепе-трейлере, в соответствии с правилами ГИБДД и правилами перевозки грузов.

## Происшествия с КБ-573 и БК-180

### Неисправность узлов
- 10 августа 2004 года в городе Санкт-Петербург из-за неисправности опорно-поворотного устройства произошло его разрушение и падение верхней части башенного крана КБ-573. В результате аварии два человека пострадали и один погиб.[4] В результате проверки выяснилось, что: «причиной аварии крана 1977 года выпуска послужила неисправность из-за ненадлежащего выполнения технического обслуживания».[5][6],. По информации генерального директора Санкт-Петербургской технической экспертной компании А. И. Мельникова: «Авария крана КБ-573 произошла из-за обрыва болтового соединения опорно-поворотного устройства».[7]